# District d'Antananarivo Atsimondrano
Antananarivo Atsimondrano est un district de Madagascar, situé dans la partie est de la province d'Antananarivo, dans la région d'Analamanga.
Le district est constitué de dix-sept communes (Kaominina) rurales et urbaines sur une superficie de 369 km2 pour une population de 554 478 habitants.